# Мужская сборная Уганды по баскетболу 3×3
Мужская сборная Уганды по баскетболу 3×3 представляет Уганду на международных соревнованиях по баскетболу 3×3. Управляющим органом является Федерация баскетбола Уганды (англ. Federation of Uganda Basketball Association, FUBA).
По состоянию на 21 сентября 2024, мужская сборная Уганды по баскетболу 3×3 занимает 45-е место в мировом рейтинге ФИБА мужских сборных по баскетболу 3×3.

## Результаты выступлений
| Турнир                      | Золото | Серебро | Бронза | Всего |
| --------------------------- | ------ | ------- | ------ | ----- |
| Чемпионат Африки            | 0      | 1       | 0      | 1     |
| Африканские игры            | 0      | 0       | 1      | 1     |
| Игры исламской солидарности | —      | —       | —      | —     |
| Итого                       | 0      | 1       | 1      | 2     |

### Чемпионат Африки
| Год          | Место          | Игры           | Победы         | Поражения      | Состав команды                                                   |
| ------------ | -------------- | -------------- | -------------- | -------------- | ---------------------------------------------------------------- |
| Ломе 2017    | 8              | 3              | 1              | 2              | Tonny Drileba, Daniel Monoja, Jonah Otim, Geoffrey Soro          |
| Ломе 2018    | 2              | 5              | 3              | 2              | Tonny Drileba, Athieu Wal Madol, James Okello, Mark Antorny Opio |
| Кампала 2019 | 5              | 3              | 2              | 1              | Syrus Kiviiri, Ivan Lumanyika, James Okello, Mark Antorny Opio   |
| 2022         | не участвовали | не участвовали | не участвовали | не участвовали | не участвовали                                                   |
| Каир 2023    | 7              | 4              | 2              | 2              | Fayed Baale, Tonny Drileba, Peter Obleng, Titus Odeke            |

### Африканские игры
| Год        | Место          | Игры           | Победы         | Поражения      | Состав команды                                                           |
| ---------- | -------------- | -------------- | -------------- | -------------- | ------------------------------------------------------------------------ |
| 2019       | не участвовали | не участвовали | не участвовали | не участвовали | не участвовали                                                           |
| Аккра 2023 | 3              | 6              | 4              | 2              | Peter Obleng, Ian Duncan Lubwama, Joel Paul Kayiira, Marvin Jesse Okurut |

### Игры исламской солидарности
| Год        | Место          | Игры           | Победы         | Поражения      | Состав команды                                         |
| ---------- | -------------- | -------------- | -------------- | -------------- | ------------------------------------------------------ |
| 2017       | не участвовали | не участвовали | не участвовали | не участвовали | не участвовали                                         |
| Конья 2021 | 5              | 5              | 3              | 2              | James Okello, David Okello, Titus Odeke, Tonny Drileba |